# Ангел Златилов
Ангел Костадинов Златилов е български офицер, генерал-майор.

## Биография
Роден е на 6 септември 1953 г. в Асеновград. Завършва средно образование в Пловдив в техникума по електротехника специалност „Електрически централи, мрежи и системи“. От 1972 до 1976 г. учи във Висшето военно артилерийско училище „Георги Димитров“ в Шумен със специалност „земна артилерия“ и гражданска специалност „Контрол и диагностика на електронно-изчислителната техника“, а през 1985 г. завършва специалност „Ракетни войски и артилерия“ във Военната академия в София. Службата му започва като командир на взвод за артилерийско разузнаване в батарея за управление към четвърти армейски артилерийски полк в Асеновград. Между 1978 и 1981 г. е командир на учебна разузнавателна батарея в Учебния дивизион за младши командири в Асеновград. В периода 1981 – 1983 г. е е помощник-началник по разузнаването на същия полк. След като завършва Военната академия е назначен за заместник-началник на щаба на 87-и дивизионен гаубичен артилерийски полк в Кърджали (1985 – 1986). От 1986 до 1988 г. е началник на щаба на полка. Между 1988 и 1989 г. е заместник-командир на четвърти армейски артилерийски полк. В периода 1989 – 1992 г. е старши помощник-началник на отдел „Оперативен“ в Управление „Ракетни войски и артилерия“ в Командването на Сухопътните войски. След това до 1995 г. е началник на направление „Оперативно“ в отдел „Ракетни войски и артилерия“ на Генералния щаб. От 1995 до 1996 г. учи в Генералщабния факултет на Военната академия в София. Между 1996 и 1998 г. е заместник-началник на щаба на първи армейски корпус. В периода 7 юли 1998 г. – 14 юни 2002 г. е командир на четвърта артилерийска бригада, която е наследник на полка в Асеновград. През 1998 г. изкарва курс за щабни офицери в Кралския колеж по отбраната в Нидерландия. На 7 юли 2000 г. е назначен за командир на Четвърта смесена артилерийска бригада и удостоен с висше военно звание бригаден генерал. На 6 юни 2002 г. е освободен от длъжността командир на 4-та смесена артилерийска бригада и назначен за началник на ВВОУ „В. Левски“. На 28 август 2002 г. е освободен от длъжността началник на ВВОУ „Васил Левски“ и назначен за началник на Националния военен университет „Васил Левски“. На 3 май 2004 г. е освободен от длъжността началник на Националния военен университет „Васил Левски“, назначен за национален военен представител в Националното военно представителство в Съюзното командване по операциите в Монс, Белгия и удостоен с висше военно звание генерал-майор, като на 4 май 2005 г. е преназначен на последната длъжност.
На 25 април 2006 г. е назначен за командващ на Съвместното оперативно командване, считано от 1 юни 2006 г. Председател е на Съюз „Атлантик“. На 21 април 2008 г. е освободен от длъжността командващ на Съвместното оперативно командване и назначен за заместник-командващ на Съвместното оперативно командване, считано от 1 юни 2008 г. На 1 юли 2009 г. е освободен от длъжността заместник-командващ Съвместното оперативно командване. В периода 1 юли 2009 – 21 юни 2010 г. е в специалния щат №918 на министъра на отбраната. Между 1 декември 2010 и 30 август 2016 г. е мениджър по сигурността на „НУРТС България“ ЕАД. Почетен гражданин на Асеновград от 2001 г.

## Образование
- Техникум по електротехника, Пловдив – 1972
- Висше военно артилерийско училище „Георги Димитров“ в София – 1972 – 1976
- Военна академия „Георги Раковски“ – 1983 – 1985
- Военна академия „Георги Раковски“, Генералщабен факултет – 1995 – 1996
- Кралски колеж по отбраната, Нидерландия, курс – 1998

## Военни звания
- Лейтенант-инженер (1976)
- Старши лейтенант-инженер (1979)
- Капитан-инженер (1983)
- Майор-инженер (1988)
- Подполковник-инженер (1993)
- Полковник-инженер (1996)
- Бригаден генерал-инженер (7 юли 2000)
- Генерал-майор-инженер (3 май 2004)

## Награди
- Почетен знак на МО „Св. Георги Победоносец“ – I ст.
- Нагръден знак „За вярна служба под знамената“ – II ст.